# Anagyrus discolor
Anagyrus discolor är en stekelart som beskrevs av John S. Noyes och Hayat 1994. Anagyrus discolor ingår i släktet Anagyrus och familjen sköldlussteklar. Inga underarter finns listade i Catalogue of Life.